# Apiciopsis squamata
Apiciopsis squamata là một loài bướm đêm trong họ Geometridae.